# Foutaises
Foutaises ist ein französischer Kurzfilm des Regisseurs Jean-Pierre Jeunet aus dem Jahr 1989.

## Inhalt
Der Film handelt von einem Mann, der von den Dingen berichtet, die er mag bzw. nicht mag (eng. Things I like, Things I hate).
Diese Idee hat Jeunet auch in seinem Film Die fabelhafte Welt der Amélie verarbeitet.